# درو فرازير
درو فرازير (بالإنجليزية: Drew Fraser)‏ هو أكاديمي أسترالي، ولد في 1944.